# Mucuna sloanei
Mucuna sloanei
Espèce
Synonymes
Selon GBIF (25 juin 2022) :
- Dolichos urens Jacq., 1763 - Basionyme (non Dolichos urens L.)

Selon Tropicos (25 juin 2022) :
- Dolichos urens Jacq., 1763[4] - Basionyme (non Dolichos urens L.)
- Dolichos urens L.
- Mucuna urens (L.) Medik.
- Mucuna urens (L.) DC.

Mucuna sloanei est une espèce de plantes à fleurs de la famille des Fabaceae. C'est une grosse liane ligneuse tropicale d'Afrique et d'Amérique.
Elle est connue sous de nombreux noms vernaculaires tels que œil de bœuf (comme d'autres végétaux), ou en Guyane Zieu bourrique (nom également à Dioclea malacocarpa Ducke et Mucuna urens (L.) Medik., aux graines similaires), Graine tonnerre (Créole), Urikti (Palikur)Kaw-ai (nenge tongo),.
Ailleurs, on la nomme Ukpo (Ibos), Karasuu (Hausas), Yerepe (Yorubas) au Nigeria, ou encore Hamburger bean, Horseeye bean en Anglais.

## Description

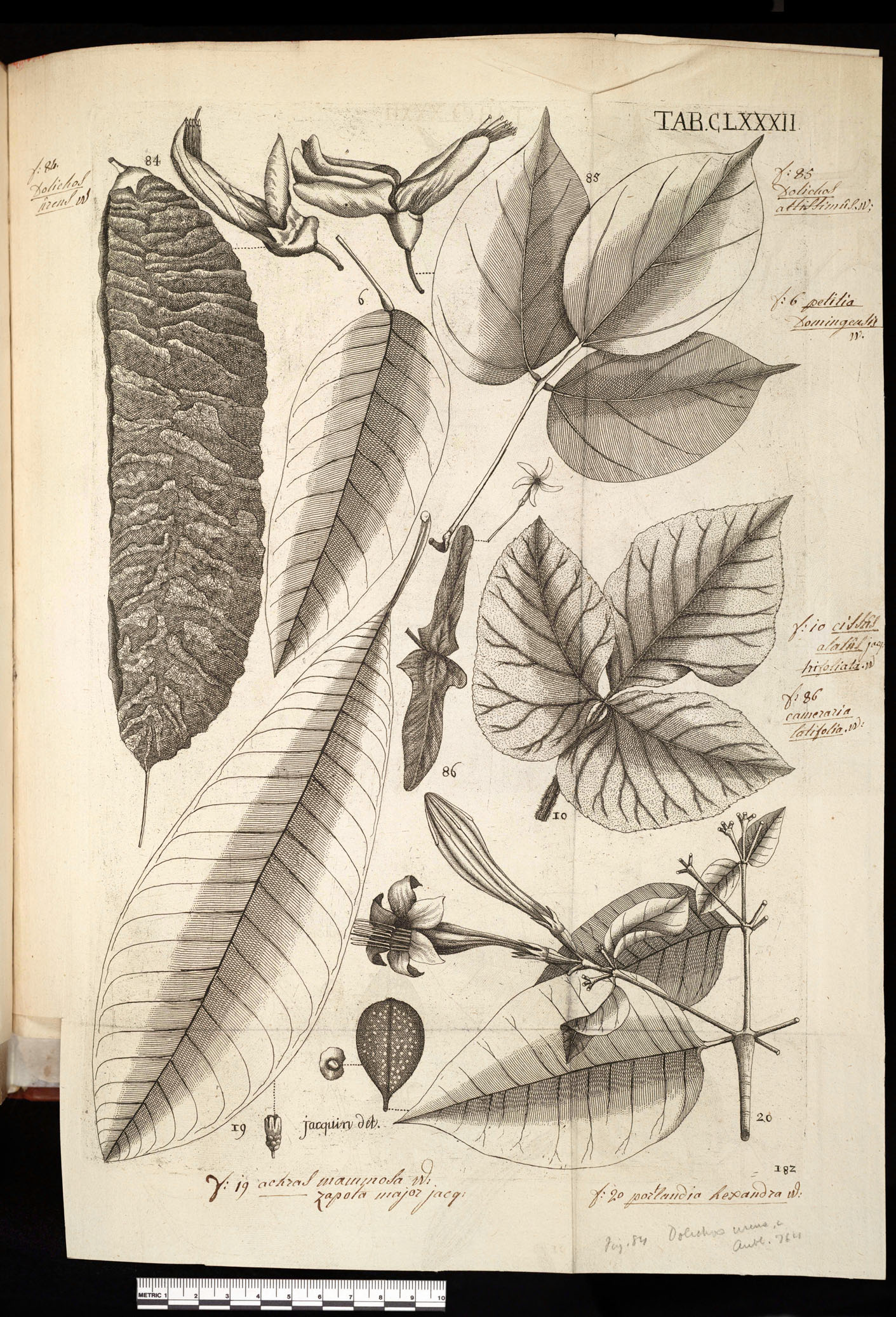
Fig. 84 : Dolichos urens Jacq..
Planche originale de Mucuna sloanei Fawc. & Rendle par Jacquin (1763).

Mucuna sloanei est une liane ligneuse grimpante (ou un arbuste sarmenteux), à tiges volubiles, qui peut mesurer 6-8(24) m de haut, capable de coloniser de grands arbres, à pubescence apprimée dans ses parties jeunes, glabre pour les parties les plus anciennes.
Les feuilles sont alternes trifoliolées, à folioles membraneuses, mesurant 8-15 x 4-9 cm, de forme ovale ou oblongue (très oblique pour celles latérales), courtement acuminées, glabres en dessus, soyeuses argentées en dessous, glabres au-dessus.
Les inflorescences sont sub-ombelliformes, compactes (pédoncules plus courts que chez M. urens), à pédicelles fructifères fléchis, robustes, mesurant jusqu'à 1,1 cm de long. Les bractées sont caduques, de forme ovales, longues de 1,5 cm.
Le calice tubulaire porte des à poils raides, hérissés, irritants, urticants, mesurant 1 × 1 cm, avec des dents étroitement triangulaires, mesurant jusqu'à 0,8 cm.
Les pétales sont de couleur jaune, avec un étendard rétréci à l'apex, émarginé, d'environ 4 cm de long et 2,5 cm de large, moitié moins long que les ailes (6,5 cm) adhérant à la carène (± aussi longue que les ailes).
Le fruit est une gousse ferme, couverte de lamelles transversales et de poils raides irritants, mesurant 10-18(-20) x 4-6 x 2,5-3 cm, de couleur noir violacé, de forme linéaire, oblongue, à apex brusquement acuminé sur environ 0,5 cm, avec 2 ailes étroites ondulées (jusqu'à 0,7 cm de large), longeant la suture.
Il contient 2-4 graines ressemblant à un œil, de forme orbliculaire, déprimée-globuleuse, mesurant environ 2,2 × 2 × 1,8 cm, larges de 2-4 cm pour 1,5-2 cm d'épaisseur, de couleur grisâtre à brun rougeâtre, presque entièrement entourées par un hile large et allongé formant une bande noire large de 0,5 cm (le hile est plus large que chez Mucuna urens et la graine plus bombée),,,.

## Taxonomie
Certains distinguent plusieurs variétés au sein de Mucuna sloanei :
- Mucuna sloanei var. sloanei,
- Mucuna sloanei var. persericea Wilmot-Dear (endémique de Maui, Hawaï).

## Répartition
Mucuna sloanei est présent en Afrique de l'Ouest tropicale et en Amérique tropicale,.

## Écologie
Mucuna sloanei est une grande liane ligneuse grimpante, que l'on rencontre communément Mucuna sloanei dans les forêts marécageuses, le long des rivières et des ruisseaux des Guyanes.

### Culture
Les espèces de Mucuna poussent généralement mieux dans une position ombragée dans un sol riche en humus, humide mais bien drainé.
Mucuna sloanei est cultivé sur de hauts tuteurs, comme d'autres types de haricot grimpants.
Il n'est pas certain que cette liane soit fixatrice d'azote,.

## Utilisations

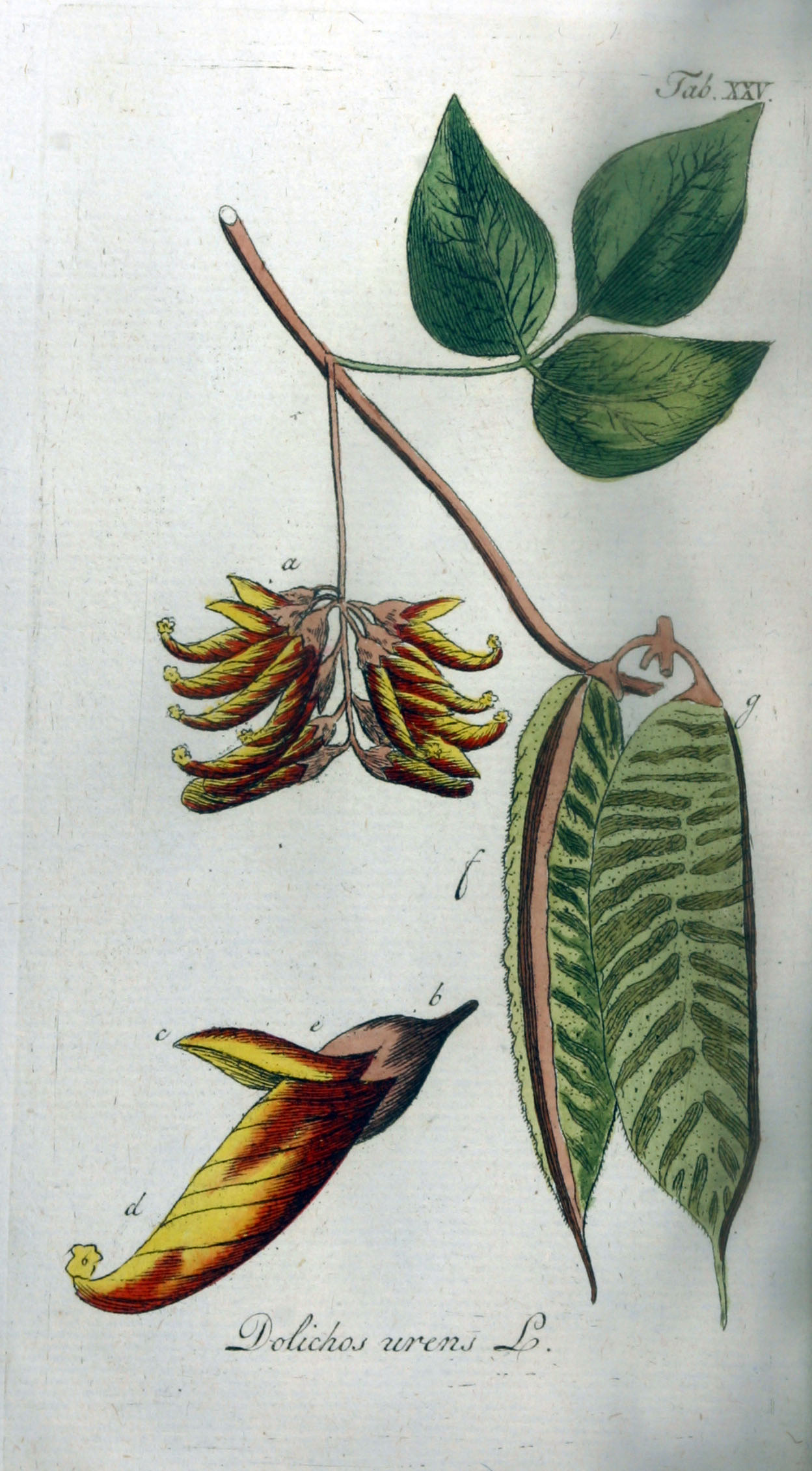
Tab. 25 : Dolichos urens Jacq. (synonyme de Mucuna sloanei Fawc. & Rendle) par Adolphus Ypey (1813)

Mucuna sloanei est souvent récolté localement dans la nature pour usage : 
- alimentaire,
- médicinal,
- artisanat,
- source de teinture et d'huile.

### alimentaire
Mucuna sloanei est parfois cultivé comme espèce vivrière au Nigeria.
Les jeunes fruits et graines immatures sont consommés cuits comme légume.
Les graines de Mucuna sloanei sont riches en protéines (23,92 ± 0,12 %) et en matières grasses (6,57 ± 0,02 %), et un mélange amidon-hydrocolloïde présentant une température de gélatinisation autour de 29,52 à 98,0 °C et un intérêt pour les aliments surgelés.
La graine mûre est consommée en Afrique de l'Ouest pilée et cuite, de préférence pour épaissir les soupes.
Ses conditions de stockage influencent ses propriétés,
de même que les quantités de sel et d'huile de palme influencent sa viscosité,
ou son mode de cuisson (crue, bouillie, grillée, trempée et bouillie) ses propriétés nutritionnelles,
ou encore selon la variété considérée.
Les graines de Mucuna sloanei contiennent 53,75 ± 0,28 % de glucides, 4,31 ± 0,09 % de lipides, 28,18 ± 0,25 % de protides, 9,60 ± 0,05 % de fibres, 4,19 ± 0,01 % de cendres, 2,78 ± 0,04 %, d'alcaloïdes, 314 ± 28 mg/100 g d'acide phytique, 189,15 ± 0,21 mg/100 g de tanins, 195,75 ± 9,55 mg/kg de HCN, 1,95 ± 0,07 % de flavonoïdes et 23,93 ± 0,05 % d'oligosaccharides.
D'autres sources rapportent que les graines de Mucuna sloanei contiennent 70,71 % de glucides, 6,25 % de lipides, 12,52 % de protides, 2,99 % de fibres, 3,46 % de cendres, 4,07 % d'humidité, 165,85 mg/100 g d'alcaloïdes, et des concentrations élevées en glucides solubles, tanins, stéroïdes et terpénoïdes,,
ou encore 50,9 % de glucides, 7,5 % de lipides, 22,5 % de protides, une richesse en potassium, phosphore et calcium, et une pauvreté en sodium, une température de gélatinisation de 73 °C pendant 30 min, qui font qu'on le préconise pour des puddings denses.
La farine cuite des graines de Mucuna sloanei présente un intérêt pour la nourriture des poulets,,.
Des expérimentations interrogent néanmoins sur l'innocuité de la consommation des graines de M. sloanei : on a observé une réduction significative du taux de globules blancs chez des rats.

### médicinale
Au Nigéria, les Edo utilisent le jus des feuilles comme anti-diarrhéeique.
La graine est réputée diurétique et purgative,,.
Au Gabon et chez les Créoles de Guyane originaires de Sainte-Lucie et anciennement d'Haïti, la décoction des graines est utilisée dans le traitement des hémorroïdes. 
En Guyane, les graines de Mucuna sloanei torréfiées, broyées et macérées dans du gin, sert à soigner les hernies chez les vieux orpailleurs créoles.
Les graines sont broyées en poudre, mélangées à de l'huile et appliquées sur les zones touchées par les filaires ou sur une aine douloureuse.
Les poils irritants des gousses, mélangés à de la mélasse, étaient autrefois largement utilisés pour détruire les parasites intestinaux. Les poils sont adoucis par trempage dans la mélasse, et on dit qu'ils n'ont aucun effet nocif sur la muqueuse du tube digestif.
Les Palikur de Guyane emploient la poudre de graine râpée qui soigne l'épilepsie (1 pincée par jour ajoutée dans la nourriture).
Les graines séchées contiennent 3 % de lévodopa, qui stimule la formation de dopamine dans le cerveau,.
Les graines présentent une activité inhibitrice de la trypsine de 67,38 ± 0,10 Tui/100 g, une teneur en hémagglutinine de 6 250 ± 14,14 Hu/1OOg, une toxicité pour les crevettes Artemia salina (ED50 de 3,98 μg/ml pour l'extrait éthanolique et de 19,95 μg/ml pour l'extrait aqueux).
Les graines de Mucuna sloanei contiennent un galacto-xyloglucane et une lectine (sloanine à activité hémagglutinante sur les érythrocytes humains),.
L'extrait de gomme des graines de Mucuna sloanei présente des propriétés hypoglycémiantes, ce qui soutient son utilisation dans la gestion populaire du diabète.
L'administration à des rats d'extraits méthanoïques de graines de Mucuna sloanei augmente les taux de testostérone et d'hormone lutéinisante (LH), et leur nombre de spermatozoïdes
L'extrait aqueux de graines de Mucuna sloanei pourrait avoir des propriétés hépato et néphro-protectrices : elle aurait induit une diminution du taux d'alanine aminotransférase, d'urée sérique, et de créatinine chez des rats.

### artisanat, huile, etc.
En Jamaïque, les graines servaient à fabriquer des boutons et des tabatières.
Au Mexique et ailleurs, elles sont parfois portées comme des amulettes. Les graines sont également utilisées pour la décoration et dans des jeux,.
On extrait un colorant noir de toutes les parties de la plante, utilisé pour teindre les fibres et le cuir au Nigéria.
Les tanins, glycosides cyanogènes et alcaloïdes indoliques signalés chez diverses espèces de Mucuna sont peut-être à l'origine des propriétés colorantes de la sève et des feuilles de Mucuna sloanei.
La matière sèche des graines de Mucuna sloanei contient environ 7 % de lipides (jusqu'à 23 % d'après d'autres sources), composée à 83 % d'acide palmitique, d'acide oléique et d'acide linoléique.
Cette huile, de couleur jaune clair, présente un potentiel élevé de saponification, une forte teneur en iode, et une teneur en acides gras libres nécessitant une faible purification. Elle est utilisable pour la préparation de résine, de peinture, de vernis, de vernis à bois et de crème pour la peau.
La résistance des graines au broyage pour la fabrication de farine a été mesurée.
La poudre de graines de Mucuna sloanei peut être utilisée comme floculant pour le traitement des eaux usées,,[réf. à confirmer].
Une fermentation de 72 h de la farine de graines Mucuna sloanei augmente ses taux de protides, d'humidité et de fibres brutes, est sans effet sur la teneur en lipides, diminue significativement les teneurs en cendres et en glucides, diminue significativement ses propriétés fonctionnelles, et augmente significativement sa capacité d'absorption d'eau.
Le décorticage des graines à cru modifie aussi leurs propriétés chimiques et microbiennes.
La contamination de graines de Mucuna sloanei par des champignons pathogènes (Rhizopus stolonifer, Aspergillus flavus, Aspergillus niger, Penicillium italicum, Alternaria alternata et Fusarium oxysporum) entraîne des modifications biochimiques : augmentation significative de l'humidité, des cendres, des lipides, des glucides, de certains minéraux (calcium, phosphore et sodium), et d'anti-nutriments (tanins, saponines, oxalate et glycoside cyanogène), diminution de la teneur en fibres, en protéines, en certains minéraux (fer, potassium et magnésium).
On a identifié 59 composés dans l'huile essentielle de feuilles et 58 composés dans celle de tige.
On compte parmi les principaux constituants l'α-terpinéol (18,1 %), le nérol (17,5 %), l'α-campholénol (13,1 %) et l'acide hexadécanoïque (13,4 %) dans les feuilles, et des composés non terpénoïdes dans la tige (25,9 % d'acide hexadécanoïque et 16,7 % d'acide (Z,Z)-9,12-octadécanoïque).
Les composants volatils des hydrocolloïdes des graines de Mucuna sloanei contiennent 21 constituants : des hydrocarbures (22,58 %), des esters (19,42 %), des acides gras (45,64 %), des amides (5,77 %), des aldéhydes (4,69 %) et des cétones (1,89 %)
Les graines de Mucuna contiennent des bases quaternaires, et de la DOPA.
La poudre de graines de Mucuna pruriens (espèce asiatique) est réputée psychotrope.

### Poils urticants
Comme les autres Mucuna , les fleurs et les fruits portent des poils urticants, constitués de 1 à 2 petites cellules basales et d'une grande cellule supérieure en forme d'aiguille. Ils se détachent facilement, perçant la peau et injectant la mucunaïne (enzyme protéolytique thermolabile provoquant la libération d'histamine) contenue dans les poils, pouvant contaminer vêtements ou autres objets, et restant actifs une fois séchés,.
Quelques minutes après le contact avec les parties velues de la plante, les poils provoquent des démangeaisons intenses, un rougissement de la peau et de petites papules, et peuvent provoquer la cécité s'ils pénètrent dans l'œil. 
On peut les retirer de la peau, à l'aide de ruban adhésif suivi d'un lavage à l'eau et au savon.
La dermatite peut être traitée avec une pommade corticostéroïde.

### Extrait de la «Flore médicale des Antilles» (1822)
En 1822, le botaniste Michel Étienne Descourtilz commente Mucuna sloanei ainsi [informations incertaines à considérer avec précaution au vu des connaissances de l'époque] :

« DOLIC À GOUSSES RIDÉES.
( Diurétique excitant. )

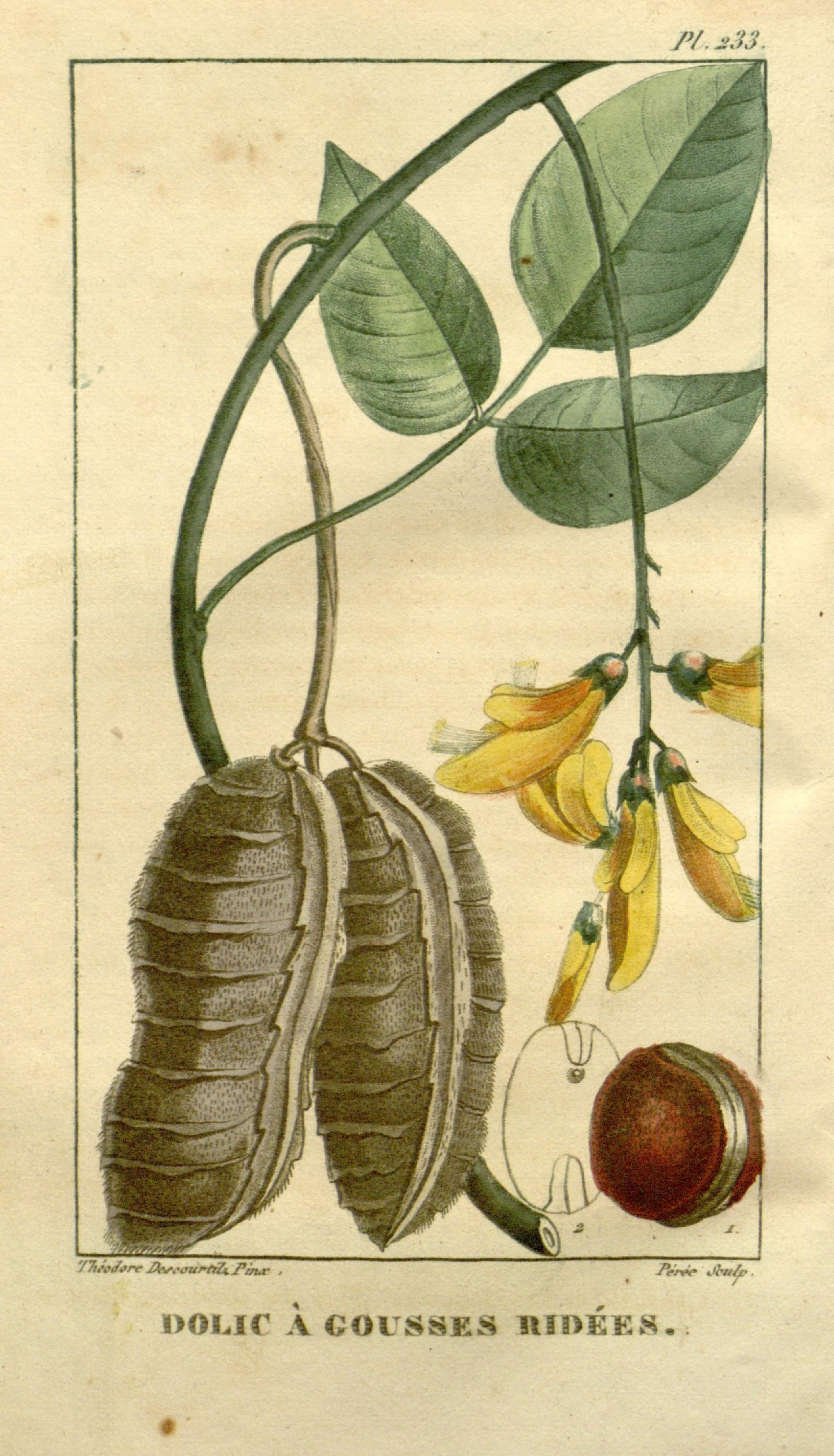
Planche de Mucuna sloanei dans la « Flore médicale des Antilles » (1822)
« Pl. 233 : 1. Graine en couleur vue de trois quarts. - 2. Graine au trait pour laisser apercevoir l'ombilic »

SYNONYMIE. Vulg. Œil de Bourrique. Liane à caconne. Grand Pois à gratter. Dolichos urens. Linn. Diadelphie Décandrie. — Tournefort. Phaseolus cl. 10. Papillonacées. Sect. 2. Juss. Famille des Légumineuses. — Dolichos volubilis leguminibus racemosis, sulcis transversim lanceolatis, seminibus hilo cinctis. Linn. Jacq. Amer. 202. — Tab. 182. f. 84. — Pbaseolus siliquis latis , bispidis, rugosis , fructu nigro. Plum, Amer. 92. t. 107. — Phaseolus brasilianus frutescens , lobis villosis, purgentibus, maximis. Sloan. Jara. Hist. 1. p. 178. — Zeophlalmum siliquis majoribus, birtis transversè sulcatis , pedunculis communibus longissimis. Brown. Jam. p. 295. — Mucuna. Mareg. — Phaseolus nigritarum. Clus. — En anglais : Negro Conbaye.
CARACTÈRES GÉNÉRIQUES. Base de l'étendard à deux callosités parallèles, oblongues, qui compriment les ailes en dessous. Calice court, à quatre dents, dont la supérieure échancrée ; graines elliptiques , comprimées avec un ombilic sur l'un des côtés.
CARACTÈRES PARTICULIERS. Tige volubile ; légumes en grappe; semences entourées de la cicatrice, noires. Feuilles couvertes en dessous d'un duvet luisant. (Vivace. )
HISTOIRE NATURELLE. Cette plante, commune en Amérique méridionale et aux Antilles , offre des gousses raboteuses , renfermant des graines fort amères auxquelles on a donné le nom d’Yeux de Bourrique , à cause de leur ressemblance avec les yeux d'un âne. Les Caraïbes obtenaient une partie colorante noire, du suc des feuilles soumises à la presse ou contusées ; ils mangent l'amande des graines après les avoir fait boucaner sous la cendre. Les mornes des Antilles fournissent tant de ces Dolics qu'après une avalanche, on voit les ruisseaux tortueux des ravines entraîner, dans leur cours impétueux, des milliers de ces graines , et en garnir les bords des fleuves. Ainsi en Europe ,
La Châtaigne aquatique, au sein du lac placée,
Promène entre deux eaux sa coque hérissée.
Castel.
On cultive ce Dolic en Europe , à cause de la singularité de son fruit et de ses belles fleurs ; mais il demande une serre tempérée , et à être surcouché dans un pot. On doit , quand la saison le permet , l'exposer à un grand soleil.
CARACTÈRES PHYSIQUES. Les tiges de ce Dolic sont fort longues, sarmenteuses , grimpent et se répandent sur les arbres voisins, d'où fort souvent leurs sommités sont pendantes. Ses feuilles sont composées de trois folioles ovales , arrondies à leur base , acuminées ou pointues à leur sommet , paraissant glabres en dessus , et qui sont garnies en dessous d'un duvet luisant, argenté, à peine visible. Les fleurs viennent sur des grappes plus ou moins allongées, pendantes, et attachées à des pédoncules quelquefois fort longs ; elles sont jaunes , tachées d'un peu de pourpre , et ont leur calice ferrugineux ; il leur succède des gousses longues de six ou sept pouces , larges de deux pouces ou environ , un peu comprimées , ridées ou comme plissées transversalement, et irrégulièrement à l'extérieur , et hérissées de poils roides, piquans, qui excitent des démangeaisons cuisantes , lorsqu'ils pénètrent la peau. Ces gousses contiennent trois ou quatre semences grosses , rondes ou orbiculaires , un peu aplaties, chagrinées, d'un rouge brun, et bordées, dans plus des deux tiers de leur circonférence, d'un cercle noir très-remarquable , et qui est leur ombilic. ( Enc. )
ANALYSE CHIMIQUE. Les amandes de ce Dolic contiennent une matière grasse butireuse , composée, suivant Bonastre, d'élarine et de stéarine, d'une saveur de haricot ; de la cire , une résine acre et amère , une matière colorante jaune , beaucoup de gomme, de l'amidon et de la bassorine.
PROPRIÉTÉS MÉDICINALES. Qu'un peuple crédule attribue des vertus imaginaires à certaines plantes, on le plaint de cette erreur ; mais que des médecins éclairés y ajoutent foi, voilà un acte d'originalité et de subversion de principes qui n'a pas d'exemple. Eh bien , un des premiers flambeaux de notre école moderne portait toujours sur lui , comme amulette , un des fruits de ce Dolic , dans la ferme persuasion qu'il en éprouvait un soulagement marqué contre ses hémorroïdes. En admirant les talens et les écrits de ce célèbre professeur, on ne peut s'empêcher de s'écrier : Errare humanum est. La propriété lithontriptique , que certains naturels attribuent à cette graine, n'a pas plus de fondement; c'est une de ces nombreuses chimères dont la saine raison fait justice , et dont on doit s'empresser de désabuser la crédulité du peuple. Son influence dans la néphrite n'est pas moins illusoire. On peut cependant croire que ces semences ne contiennent point de principes nuisibles, puisque , malgré leur amertume , elles sont recherchées par les cochons marrons. Ainsi que les légumineuses, ce Dolic contient cependant une propriété purgative et diurétique excitante , ainsi que le prouve l'expérience. Poupée-Desportes recommande l'émulsion de l'amande dans la dysurie , et Chevalier l'indique comme alexitère. Il n'est pas plus raisonnable de croire que les racines et les écorces broyées et appliquées sur les hernies inguinales peuvent resserrer l'ouverture du péritoine.
MODE D'ADMINISTRATION. Deux ou trois amandes râpées suffisent pour une livre d'émulsion , qu'on prépare ordinairement avec une décoction de Sésame d'Orient (Ooli), et qu'on édulcore avec le sirop de batterie. »

— M.É. Descourtilz, 1822.